# Liste des light novels des Enquêtes de Kindaichi
Cet article est un complément de l'article sur le manga Les Enquêtes de Kindaichi. Il contient la liste des volumes des light novels du manga parus originellement en presse, ainsi que les chapitres qu'ils contiennent.

## Liste des tomes
| no | Japonais          | Japonais          |
| no | Date de sortie    | ISBN              |
| --- | ----------------- | ----------------- |
| 1 | 16 septembre 1994 | 978-4-06-324301-7 |
| Titre du volume : Les enquêtes de Kindaichi (1) - Nouveaux meurtres à l'opéra (金田一少年の事件簿① オペラ座館・新たなる殺人, Kindaichi Shōnen no Jikenbo Ichi Operazakan Arata Naru Satsujin)Liste des chapitres : - Ch.1 : Prologue (プロローグ, Purorōgu) - Ch.2 : Acte Un - L'invitation de l'Opéra (第一幕 オペラ座館からの招待状, Dai Ichi Maku Operazakan Kara no Shōtaijō) - Ch.3 : Acte Deux - La Carlotta est dans le théâtre... (第二幕 『カルロッタは、劇場で…』, Dai Ni Maku Karurotta wa Gekijō de…) - Ch.4 : Acte Trois - Théâtre clos (第三幕 密室劇場, Dai San Maku Misshitsu Gekijō) - Ch.5 : Acte Quatre - Le fantôme errant (第四幕 さまよえるファントム, Dai Yon Maku Samayoeru Fantomu) - Ch.6 : Acte Cinq - Le comte Philippe noyé dans le lac (第五幕 『フィリップ伯爵は、湖で』, Dai Go Maku Firippu Hakushaku wa Mizuumi de) - Ch.7 : Acte Six - Joseph Buquet est pendu... (第六幕 『ジョゼフ・ビュケは、首を吊られ…』, Dai Roku Maku Jozefu Byuke wa Kubi o Tsurare…) - Ch.8 : Acte Sept - Vérité (第七幕 真相, Dai Nana Maku Shinsō) - Ch.9 : Épilogue (エピローグ, Epirōgu) |                   |                   |
| 2 | 10 avril 1995     | 978-4-06-324304-8 |
| Titre du volume : Les enquêtes de Kindaichi (2) - L'affaire des meurtres du paquebot fantôme (金田一少年の事件簿② 幽霊客船殺人事件, Kindaichi Shōnen no Jikenbo Ni Yūrei Kyakusen Satsujin Jiken)Liste des chapitres : - Ch.10 : Prologue (プロローグ, Purorōgu) - Ch.11 : Chapitre Un - Le journal de voyage de Ryūōmaru (第一章 竜王丸航海日誌, Dai Isshō Ryūōmaru Kōkai Nisshi) - Ch.12 : Chapitre Deux - Le départ (第二章 出航, Dai Ni Shō Shukkō) - Ch.13 : Chapitre Trois - Le navire fantôme "Marie-Céleste" (第三章 幽霊船マリー・セレスト号, Dai San Shō Yūreisen Marī Seresuto Gō) - Ch.14 : Chapitre Quatre - Une nuit de cauchemars (第四章 悪夢の夜, Dai Yon Shō Akumu no Yoru) - Ch.15 : Chapitre Cinq - Mort du bouc émissaire (第五章 身代わりの死, Dai Go Shō Migawari no Shi) - Ch.16 : Chapitre Six - Vérité (第六章 真相, Dai Rosshō Shinsō) - Ch.17 : Épilogue (エピローグ, Epirōgu) |                   |                   |
| 3 | 15 avril 1996     | 978-4-06-324311-6 |
| Titre du volume : Les enquêtes de Kindaichi (3) - L'affaire des meurtres du cyber-chalet (金田一少年の事件簿③ 電脳山荘殺人事件, Kindaichi Shōnen no Jikenbo San Dennō Sansō Satsujin Jiken)Liste des chapitres : - Ch.18 : Prologue (プロローグ, Purorōgu) - Ch.19 : Chapitre Un - Les sept pseudonymes (第一章 七つのハンドルネーム, Dai Isshō Nanatsu no Handoru Nēmu) - Ch.20 : Chapitre Deux - Les invités inattendus (第二章 招かれざる客, Dai Ni Shō Manekarezaru Kyaku) - Ch.21 : Chapitre Trois - Le cheval de Troie (第三章 トロイの木馬, Dai San Shō Toroi no Mokuba) - Ch.22 : Chapitre Quatre - Des alibis complets (第四章 完全なるアリバイ, Dai Yon Shō Kanzen Naru Aribai) - Ch.23 : Chapitre Cinq - Le cyber-testament (第五章 電脳ダイイング・メッセージ, Dai Go Shō Dennō Daiingu Messēji) - Ch.24 : Chapitre Six - Vérité (第六章 真相, Dai Rosshō Shinsō) - Ch.25 : Épilogue (エピローグ, Epirōgu) |                   |                   |
| 4 | 20 mai 1997       | 978-4-06-324320-8 |
| Titre du volume : Les enquêtes de Kindaichi (4) - L'affaire des meurtres de l'île des feux follets (金田一少年の事件簿④ 鬼火島殺人事件, Kindaichi Shōnen no Jikenbo Yon Onibijima Satsujin Jiken)Liste des chapitres : - Ch.26 : Prologue (プロローグ, Purorōgu) - Ch.27 : Chapitre Un - Les garçons liés entre eux (第一章 繋がれた少年, Dai Isshō Tsunagareta Shōnen) - Ch.28 : Chapitre Deux - Le mauvais esprit de minuit (第二章 午前零時の悪霊, Dai Ni Shō Gozen Reiji no Akuryō) - Ch.29 : Chapitre Trois - La tragédie au fond de la serrure (第三章 鍵穴の奥の惨劇, Dai San Shō Kagiana no Oku no Sangeki) - Ch.30 : Chapitre Quatre - Le plus impardonnable est... (第四章 最も許しがたきは…, Dai Yon Shō Mottomo Yurushigataki wa…) - Ch.31 : Chapitre Cinq - Vérité (第五章 真相, Dai Go Shō Shinsō) - Ch.32 : Épilogue (エピローグ, Epirōgu) |                   |                   |
| 5 | 5 novembre 1997   | 978-4-06-324324-6 |
| Titre du volume : Les enquêtes de Kindaichi (5) - L'affaire des meurtres de la légende de la sirène de Shanghai (金田一少年の事件簿⑤ 上海魚人伝説殺人事件, Kindaichi Shōnen no Jikenbo Go Shanhai Gyojin Densetsu Satsujin Jiken)Liste des chapitres : - Ch.33 : Prologue (プロローグ, Purorōgu) - Ch.34 : Chapitre Un - Kindaichi traverse l'océan (第一章 金田一少年、海を渡る, Dai Isshō Kindaichi Shōnen, Umi o Wataru) - Ch.35 : Chapitre Deux - Le cadavre qui a chuté (第二章 落ちてきた死体, Dai Ni Shō Ochitekita Shitai) - Ch.36 : Chapitre Trois - Poursuite dans Shanghai (第三章 上海チェイス, Dai San Shō Shanhai Cheisu) - Ch.37 : Chapitre Quatre - L'arrivée de "l'automne" (第四章 『秋』の訪れ, Dai Yon Shō "Aki" no Otozure) - Ch.38 : Chapter Cinq - Vérité (第五章 真相, Dai Go Shō Shinsō) - Ch.39 : Épilogue (エピローグ, Epirōgu) |                   |                   |
| 6 | 22 juin 1998      | 978-4-06-324329-1 |
| Titre du volume : Les enquêtes de Kindaichi (6) - L'affaire des meurtres du festival du tonnerre (金田一少年の事件簿⑥ 雷祭殺人事件, Kindaichi Shōnen no Jikenbo Roku Ikazuchi Matsuri Satsujin Jiken)Liste des chapitres : Épisode Un - L'affaire des meurtres du festival du tonerre (第一話 雷祭殺人事件, Dai Ichi Wa Ikazuchi Matsuri Satsujin Jiken) - Ch.40 : Chapitre Un - La jeune fille dans la brume de chaleur (第一章 陽炎の中の少女, Dai Isshō Kagerō no Naka no Shōjo) - Ch.41 : Chapitre Deux - Le suspect désigné par les traces de pas (第二章 足跡が示す容疑者, Dai Ni Shō Ashiato ga Shimesu Yōgisha) - Ch.42 : Chapitre Trois - Vérité (第三章 真相, Dai San Shō Shinsō) - Ch.43 : Épilogue (エピローグ, Epirōgu) Épisode Deux - Le complice X (第二話 共犯者Ｘ, Dai Ni Wa Kyōhansha Ekkusu) Épisode Trois - Le démon égaré (第三話 迷い込んできた悪魔, Dai San Wa Mayoikondekita Demon) |                   |                   |
| 7 | 26 juillet 1999   | 978-4-06-324336-9 |
| Titre du volume : Les enquêtes de Kindaichi (7) - Le bleu profond du massacre (Début) (金田一少年の事件簿⑦ 殺戮のディープブルー（上）, Kindaichi Shōnen no Jikenbo Nana Satsuriku no Dīpuburū (Jō))Liste des chapitres : - Ch.44 : Prologue (プロローグ, Purorōgu) - Ch.45 : Chapitre Un - Mon nom est King Caesar (第一章 我が名はキング・シーサー, Dai Isshō Waga Na wa Kingu Shīsā) - Ch.46 : Chapitre Deux - La peur de l'orichalque (第二章 オリハルコンの恐怖, Dai Ni Shō Oriharukon no Kyōfu) - Ch.47 : Chapitre Trois - S'échapper de la gueule du loup (第三章 虎口からの脱出, Dai San Shō Kokō Kara no Dasshutsu) - Ch.48 : Chapitre Quatre - Fusillade (第四章 銃撃戦, Dai Yon Shō Gekisen) |                   |                   |
| 8 | 26 juillet 1999   | 978-4-06-324337-6 |
| Titre du volume : Les enquêtes de Kindaichi (8) - Le bleu profond du massacre (Fin) (金田一少年の事件簿⑧ 殺戮のディープブルー（下）, Kindaichi Shōnen no Jikenbo Hachi Satsuriku no Dīpuburū (Ge))Liste des chapitres : - Ch.49 : Chapitre Cinq - L'emblème du massacre (第五章 殺戮の紋章, Dai Go Shō Satsuriku no Monshō) - Ch.50 : Chapitre Six - Le meurtrier de la chambre close (第六章 密室の殺戮者, Dai Rosshō Misshitsu no Satsurikusha) - Ch.51 : Chapitre Sept - Le message du commissaire Akechi (第七章 明智警視からのメッセージ, Dai Nana Shō Akechi Keishi Kara no Messēji) - Ch.52 : Chapitre Huit - La cage de l'extermination (第八章 殲滅の檻, Dai Hasshō Senmetsu no Ori) - Ch.53 : Chapitre Neuf - Vérité, puis effondrement... (第九章 真相、そして崩壊…, Dai Kyū Shō Shinsō, Soshite Hōkai…) - Ch.54 : Épilogue (エピローグ, Epirōgu) |                   |                   |
| 9 | 20 avril 2001     | 978-4-06-324343-7 |
| Titre du volume : Les enquêtes de Kindaichi (9) - L'affaire du meurtre du manoir de l'hérésie (金田一少年の事件簿⑨ 邪宗館殺人事件, Kindaichi Shōnen no Jikenbo Kyū Jashūkan Satsujin Jiken)Liste des chapitres : - Ch.55 : Prologue - "Il y a six ans, à la fin de l'été" (プロローグ 『六年前、夏の終わり』, Purorōgu "Rokunen Mae Natsu no Owari") - Ch.56 : Chapitre Un - Les quatre génies (第一章 四人の天才たち, Dai Isshō Yonin no Tensai-tachi) - Ch.57 : Chapitre Deux - La tragédie du manoir de l'hérésie (第二章 邪宗館の惨劇, Dai Ni Shō Jashūkan no Sangeki) - Ch.58 : Chapitre Trois - L'hérétique a un alibi (第三章 アリバイの邪宗門, Dai San Shō Aribai no Jashūmon) - Ch.59 : Chapitre Quatre - Vérité (第四章 真相, Dai Yon Shō Shinsō) - Ch.60 : Épilogue (エピローグ, Epirōgu) |                   |                   |